# Setra S 415 GT
De Setra S 415 GT is een touringcarmodel, geproduceerd door de Duitse busfabrikant Setra. Dit model bus is in 2003 geïntroduceerd en in 2013 uit productie gegaan en werd in 2014 vervangen door de Setra S 515 MD.

## Inzet
Dit type bus wordt veelal ingezet bij touringcarbedrijven voor toerisme. In Luxemburg wordt de bus ingezet door een busbedrijf voor het openbaar vervoer.
| Land      | Bedrijf             | Serie   | Aantal | Inzet         | Opmerking |
| --------- | ------------------- | ------- | ------ | ------------- | --------- |
| Luxemburg | Voyages Emile Weber | 530-533 | 4      | Streekvervoer |           |

## Verwante bustypen

### ComfortClass
- S 415 GT-HD - 12 meter verhoogde uitvoering (2 assen)
- S 416 GT - 13 meteruitvoering (2 assen)
- S 416 GT-HD - 13 meter verhoogde uitvoering (3 assen)
- S 416 GT-HD/2 - 13 meter verhoogde uitvoering (2 assen)
- S 417 GT-HD - 14 meter verhoogde uitvoering (3 assen)
- S 419 GT-HD - 15 meter verhoogde uitvoering (3 assen)

### TopClass
- S 411 HD - 10 meteruitvoering (2 assen)
- S 415 HD - 12 meteruitvoering (2 assen)
- S 415 HDH - 12 meter verhoogde uitvoering (3 assen)
- S 416 HDH - 13 meter verhoogde uitvoering (3 assen)
- S 417 HDH - 14 meter verhoogde uitvoering (3 assen)
- S 431 DT - 14 meter dubbeldeks uitvoering (3 assen)